# Ligue de hockey junior de la Saskatchewan
La Ligue de hockey junior de la Saskatchewan ou LHJS (également appelée par le nom anglais Saskatchewan Junior Hockey League ou plus simplement par le sigle SJHL) est une ligue de hockey sur glace junior située dans la Saskatchewan au Canada. La ligue est une sous section de la Ligue canadienne de hockey junior et comprend 12 équipes jouant dans trois division : Viterra, Sherwood et Global Ag Risk Solutions. 
Elle forme des joueurs de vingt ans ou moins. Le vainqueur des séries de la SJHL remporte la Coupe Credential/Membercare puis participe à la Coupe Anavet contre le vainqueur de la Ligue de hockey junior du Manitoba.

## Historique
Elle a été fondée en 1969. Elle était composée pendant un temps de deux divisions, puis depuis la saison 2013-2014 elle est passée à trois divisions, dont les noms ont changé par la suite.
Une autre ligue a porté ce nom entre 1951 et 1966.

## Les équipes (2019-2020)
| Division Viterra         | Division Sherwood      | Division Global ARS        |
| ------------------------ | ---------------------- | -------------------------- |
| Terrier de Yorktons      | Mustangs de Melfort    | North Stars de Battlefords |
| Millionaires de Melville | Bombers de Flin Flon   | Broncos de Humboldt        |
| Red Wings de Weyburn     | Hawks de Nipawin       | Klippers de Kindersley     |
| Bruins d'Estevan         | Ice Wolves de La Ronge | Hounds de Notre Dame       |

### Anciennes équipes
- Eagles de Lebret
- Bobcats de Lloydminster
- Canucks de Moose Jaw
- Raiders de Prince Albert
- Blues de Regina
- Silver Foxes de Regina
- Olympics de Saskatoon
- Rage de Saskatoon
- Indians de Swift Current
- Top Guns de Minot

## Vainqueur des séries éliminatoires

### Vainqueur de la Coupe Membercare
- 2004 Klippers de Kindersley
- 2003 Broncos de Humboldt
- 2002 Klippers de Kindersley
- 2001 Red Wings de Weyburn
- 2000 North Stars de North Battleford
- 1999 Bruins d'Estevan
- 1998 Red Wings de Weyburn
- 1997 Red Wings de Weyburn
- 1996 Mustangs de Melfort
- 1995 Red Wings de Weyburn
- 1994 Red Wings de Weyburn
- 1993 Bombers de Flin Flon
- 1992 Mustangs de Melfort
- 1991 Terriers de Yorkton
- 1990 Hawks de Nipawin
- 1989 Broncos de Humboldt
- 1988 Notre Dame Hounds
- 1987 Broncos de Humboldt
- 1986 Broncos de Humboldt
- 1985 Bruins d'Estevan
- 1984 Red Wings de Weyburn
- 1983 Terriers de Yorkton
- 1982 Raiders de Prince Albert
- 1981 Raiders de Prince Albert
- 1980 Raiders de Prince Albert
- 1979 Raiders de Prince Albert
- 1978 Raiders de Prince Albert
- 1977 Raiders de Prince Albert
- 1976 Raiders de Prince Albert
- 1975 Broncos de Swift Current
- 1974 Raiders de Prince Albert
- 1973 Broncos de Humboldt
- 1972 Broncos de Humboldt
- 1971 Red Wings de Weyburn
- 1970 Red Wings de Weyburn
- 1969 Pats de Regina

### Vainqueur de la Coupe Credential
- 2005 Terrier de Yorktons
- 2006 Terrier de Yorktons
- 2007 Broncos de Humboldt
- 2008 Broncos de Humboldt
- 2009 Broncos de Humboldt

### Vainqueur de la Coupe Canalta
- 2010 : Ice Wolves de La Ronge
- 2011 : Ice Wolves de La Ronge
- 2012 : Broncos de Humboldt
- 2013 : Terrier de Yorktons
- 2014 : Terrier de Yorktonsv
- 2015 : Mustangs de Melfort
- 2016 : Mustangs de Melfort
- 2017 : North Stars de Battlefords
- 2018 : Hawks de Nipawin
- 2019 : North Stars de Battlefords